# Thripsaphis cyperi
Thripsaphis cyperi är en insektsart som först beskrevs av Walker 1848. Enligt Catalogue of Life ingår Thripsaphis cyperi i släktet Thripsaphis och familjen långrörsbladlöss, men enligt Dyntaxa är tillhörigheten istället släktet Thripsaphis och familjen borstbladlöss. Arten är reproducerande i Sverige.

## Underarter
Arten delas in i följande underarter:
- T. c. cyperi
- T. c. wulingshanensis